# Rain (Penzberg)
Rain (auch Männ oder Moen) ist ein Stadtteil der oberbayerischen Kleinstadt Penzberg im Landkreis Weilheim-Schongau.

## Lage
Der Weiler liegt circa drei Kilometer ostsüdöstlich vom Penzberger Stadtkern an der Südflanke eines Molasse-Rückens. Unmittelbar südlich verläuft die Loisach, die wenig östlich die Molasse durchquert und eine Schleife bildet, in der sich Rain befindet. Der Fluss bildet hier auch die Grenze zum Landkreis Bad Tölz-Wolfratshausen. Etwa 600 Meter westlich befindet sich der Weiler Schönmühl mit dem Wasserkraftwerk Schönmühl. Gegenüber auf der rechten Seite der Loisach befindet sich der Bichler Ortsteil Schögger am Rain.
Westlich von Rain verläuft die Staatsstraße 2063.

## Geschichte
Rain ist wohl der älteste unter den Penzberger Ortsteilen mit einer ersten Erwähnung im 11. Jahrhundert. Laut Karl Meichelbeck benannten sich bereits im 12. Jahrhundert Adelige nach Rain (namentlich Arnoldus de Rain). Dies lässt vermuten, dass hier ein Adelssitz bestand, der durch die Lage in der Loisachschleife besonders geschützt war. Meichelbeck berichtet außerdem vom großen Reichtum der Bauern von Rain im 15. Jahrhundert, die sogar dem Kloster Benediktbeuern Geld liehen und schenkten. Nach dem Namen einer damals ansässigen Familie wird der Weiler mitunter auch als „Moen“ oder „Männ“ bezeichnet.
Die Bewohner von Rain stellten in den Jahren 1919, 1927, 1934 und 1950 Anträge auf eine Umgemeindung von Penzberg nach Bichl. Grund dafür waren vor allem die zunehmenden sozialen Unterschiede zwischen den Bewohnern der aufstrebenden Bergwerksstadt und der bäuerlichen Bevölkerung Rains. Als weitere Argumente wurde die „Alte Schanze“ („Schwedenschanze“) als natürliche Grenze und damit verbunden die dort verlaufende Pfarreigrenze genannt. Die Anträge wurde jedoch allesamt abgelehnt.
Rain gehört zur katholischen Pfarrei St. Benedikt Benediktbeuern.
| Jahr | Einwohner | Gebäude (ab 1885 nur Wohngebäude) |
| ---- | --------- | --------------------------------- |
| 1818 | 26        | 4                                 |
| 1825 | 22        | 4                                 |
| 1861 | 24        | 8                                 |
| 1871 | 28        | 11                                |
| 1885 | 22        | 4                                 |
| 1900 | 30        | 5                                 |
| 1925 | 37        | 6                                 |
| 1950 | 40        | 4                                 |
| 1966 | 28        |                                   |
| 1970 | 30        |                                   |
| 1987 | 26        | 5                                 |